# نقطه گریز

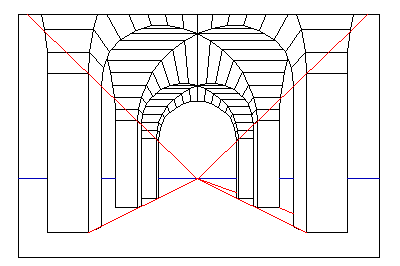
تصویر مجسم (پرسپکتیو) تک‌نقطه‌ای (دارای یک نقطهٔ گریز).

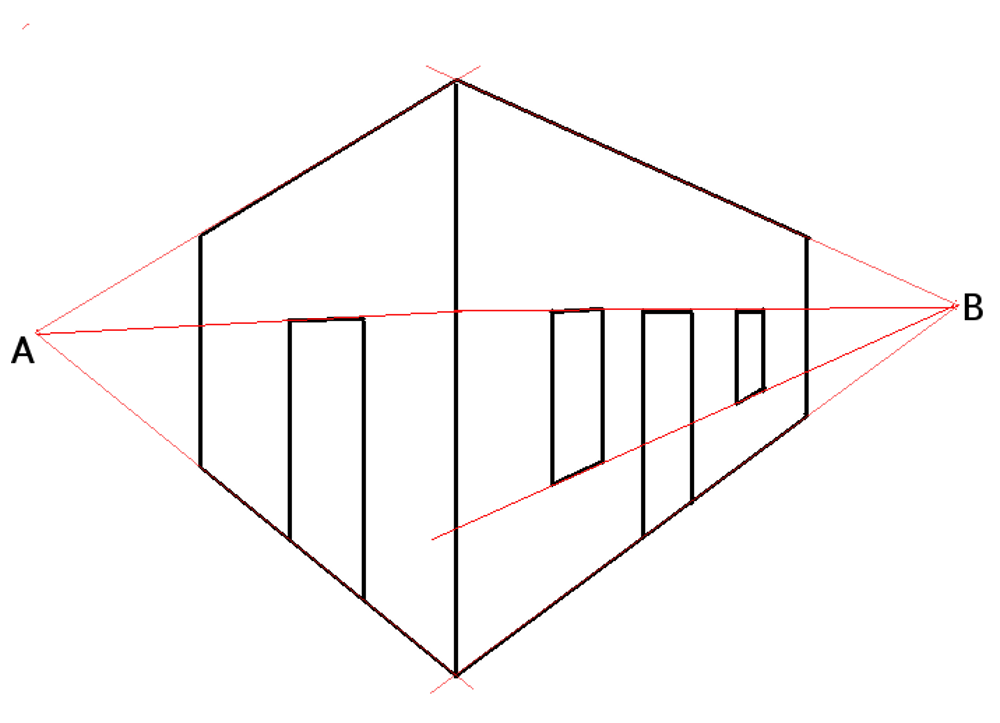
مثالی از یک تصویر مجسم با دو نقطهٔ گریز.

نقطهٔ گریز، نقطهٔ فرار یا نقطهٔ محو به نقطه یا نقاطی فرضی در تصویر گفته می‌شود که در آن کلیهٔ خطوطی که به موازات محوری مشخص به عمق تصویر می‌روند به هم می‌رسند.

## نگارخانه

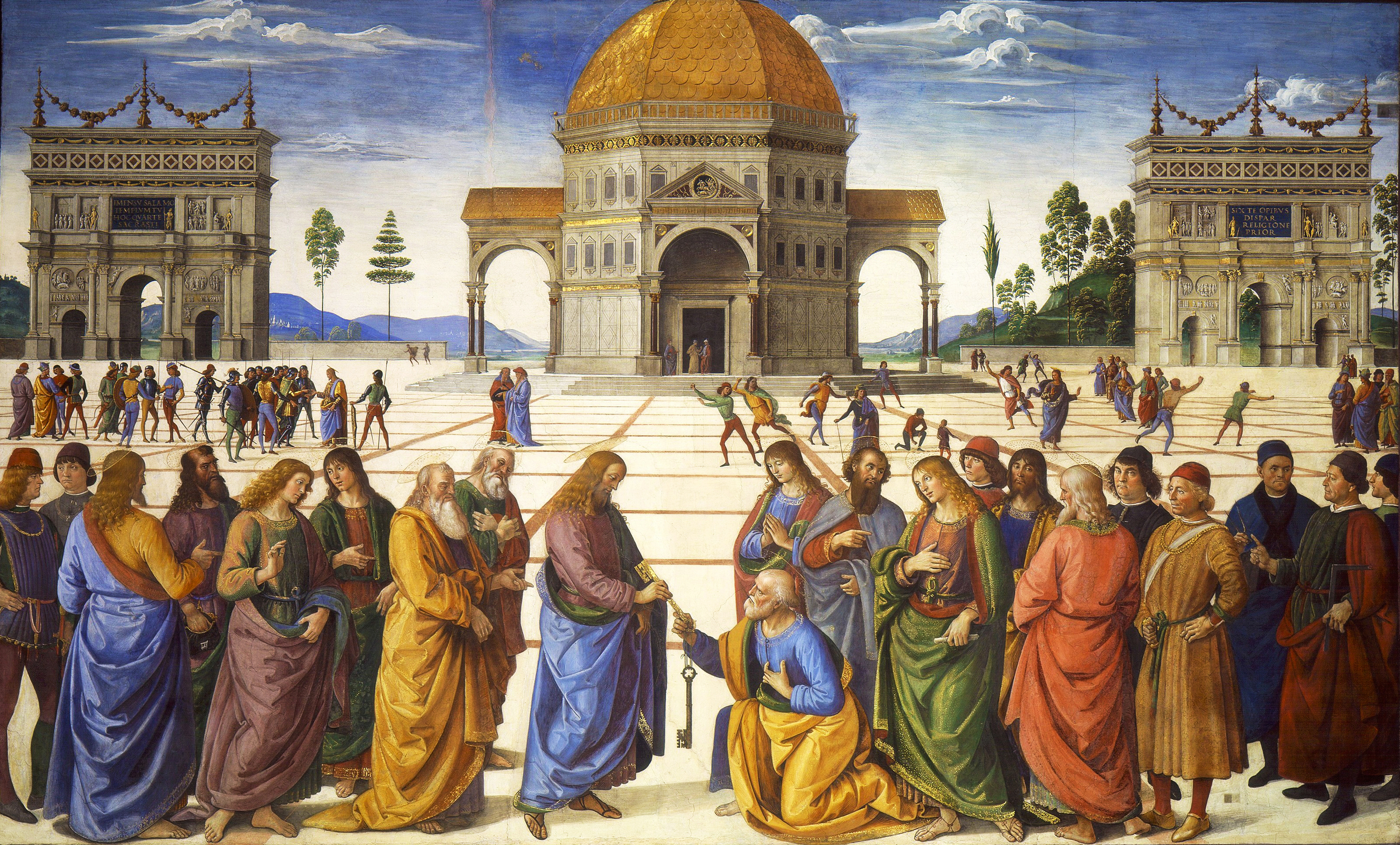